# Copadichromis pleurostigma
Copadichromis pleurostigma är en fiskart som först beskrevs av Trewavas, 1935.  Copadichromis pleurostigma ingår i släktet Copadichromis och familjen Cichlidae. IUCN kategoriserar arten globalt som livskraftig. Inga underarter finns listade i Catalogue of Life.